# Rabdophaga roskami
Rabdophaga roskami är en tvåvingeart som beskrevs av Stelter 1989. Rabdophaga roskami ingår i släktet Rabdophaga och familjen gallmyggor. Inga underarter finns listade i Catalogue of Life.